# Всеобщие выборы 1979 года в Мали
Всеобщие выборы 1979 года в Мали — президентские и парламентские выборы, состоявшиеся в Мали 19 июня 1979 года в связи с введением в действие Конституции 1974 года. В результате выборов Военный комитет национального освобождения, правивший страной с 1968 года, передал власть конституционным органам, но при этом власть в Мали осталась в руках военной группировки генерала Муссы Траоре.

## История
Всеобщие выборы 1979 года были первыми выборами в Мали после парламентских выборов 1964 года, проведённых ещё при Модибо Кейте. Национальное собрание, избранное в 1964 году, было распущено Кейтой в январе 1968 года и после этого законодательными органами страны были назначаемая президентом Законодательная делегация, а после переворота 19 ноября 1968 года — правящий Военный комитет национального освобождения, составленный из армейских офицеров. Принятая на референдуме 3 июня 1974 года новая Конституция Мали предусматривала безальтернативное прямое избрание президента и избрание на однопартийной основе Национального собрания из 82 депутатов. Национальное собрание избиралось на 4 года на прямых выборах, к которым формально допускались все малийцы без различия пола, расы, народности или убеждений. До 1 июля 1984 года (10-летия обнародования Конституции) баллотироваться в депутаты парламента не могли лица, занимавшие государственные должности до переворота 1968 года или находившиеся в заключении в течение шести месяцев после переворота.

## Результаты

### Президентские выборы
| Зарегистрировано           | ок. 3 397 250 | 100 %  |
| Всего проголосовало        | 3 302 251     | 97,2 % |
| Признаны действительными   | 3 298 477     |        |
| Недействительные бюллетени | 3774          |        |
| Воздержались               | ?             | ?      |
| Источник:                  |               |        |

| \| \| \| | 100 % |
|          |       |

|  |  |

### Парламентские выборы
| Зарегистрировано           | ок. 3 283 985 | 100 % |
| Всего проголосовало        | 3 185 258     | 97 %  |
| Признаны действительными   | 3 180 565     |       |
| Недействительные бюллетени | ?             |       |
| Воздержались               | ?             | ?     |
| Источник:                  |               |       |

| \| \| \| | 99,85 % |
|          |         |

|  |  |

| \| \| \| | 0,15 % |
|          |        |

|  |  |

## Значение
На президентских выборах 19 июня 1979 года абсолютное большинство голосов набрал генерал Мусса Траоре, бывший единственным кандидатом, а на парламентских выборах все места в Национальном собрании получила правящая партия Демократический союз малийского народа. Председателем парламента стал Мади Сангаре. 28 июня Мусса Траоре реорганизовал правительство и стал править как избранный глава государства со сроком полномочий в шесть лет. Выборы 1979 года, ставшие вторыми с момента получения Мали независимости, формально сделали конституционной власть генерала Траоре и его соратников. Страна перешла к гражданскому правлению и выборности властей, однако высшие государственные и партийные посты вновь оказались занятыми представителями всё той же военной группировки, захватившей власть в 1968 году. В 1982 году были проведены новые парламентские выборы, а 11 июня 1985 года — всеобщие выборы, на которых Мусса Траоре был переизбран на второй президентский срок.